# Renate Ameis
Renate Ameis (verheiratete Renate Ziegler) (* 27. März 1943) ist eine ehemalige deutsche Basketballspielerin.

## Leben
Amis, eine 1,90 Meter große Innenspielerin, nahm 1964, 1966, 1968 und 1972 mit der Damen-Nationalmannschaft der Deutschen Demokratischen Republik an der Europameisterschaft teil. Bei der EM 1966 war sie mit 16,6 Punkten pro Spiel beste Korbschützin der DDR-Auswahl, die bei diesem Turnier die Bronzemedaille errang. Sie bestritt 86 Länderspiele für die DDR. Auf Vereinsebene spielte sie bei HfV Lok Dresden und in Leipzig.